# Петросян, Аршак Багратович
Арша́к Багра́тович Петрося́н (арм. Արշակ Բագրատի Պետրոսյան; род. 16 декабря 1953, Ереван) — армянский, ранее советский, шахматист и тренер; гроссмейстер (1984). По образованию — философ. Кандидат философских наук.
Победитель юношеского турнира Плоешти (1973). Участник чемпионата СССР (1985), Спартакиад народов СССР (с 1975 года). Двукратный чемпион Армянской ССР (1974, 1976). В составе сборной Армении бронзовый призёр Шахматной Олимпиады (1992) и победитель командного чемпионата Европы (1999). Главный тренер мужской сборной Армении на Шахматных Олимпиадах, командных чемпионатах мира и Европы (1996—2022). В 2008 и 2011 годах признавался ФИДЕ лучшим тренером мира.
Лучшие результаты в других международных соревнованиях: Ереван (1980) — 1—2-е, (1984) — 1-е, (1986) — 7—9-е; Албена (1980) — 1-е; Львов (1981) — 3-е; Баньё (1981, 1-е и 1982, 2—3-е); Нови-Сад (1983) — 1—3-е; Тунха (1987) — 1-2-е; Будапешт (1987) — 2—6-е места (379 участников); Хараре (1988, 1-е), Нови-Сад (1988, 3—10-е), Дортмунд-опен (1990, 1-е), Экло (1991, 2—4-е), Вал Торенс (1992, 1—5-е), Птуй (1993, 1-е), Липпштадт (1993, 3—7-е), Дортмунд, турнир «В» (1999 — 3—4-е), Дортмунд, турнир «В» (2000 — 2—4-е).
Дочь София с сентября 2000 года замужем за венгерским гроссмейстером П. Леко.

## Изменения рейтинга
| Графики недоступны из-за технических проблем. См. информацию на Фабрикаторе и на mediawiki.org. |

## Награды
- Орден Святого Месропа Маштоца (10 сентября 2012 года) — за блестящую командную победу на Всемирной шахматной олимпиаде в Стамбуле в 2012 году, за отстаивание чести Родины на международной арене и за достойное представление Армении перед миром[4].
- Медаль «За заслуги перед Отечеством» I степени (26 ноября 2008 года) — за блестящую победу, достигнутую на Всемирной шахматной олимпиаде, за отстаивание спортивной чести Родины, за достойное представление Армении на международной арене, а также за содействие развитию шахмат в Республике Армения[5].
- Медаль Мовсеса Хоренаци (2006 год).
- «Серебряный крест» Союза армян России — за выдающееся достижение - победу на Всемирной шахматной Олимпиаде 2006г. в Турине[6].